# 温水洗浄便座

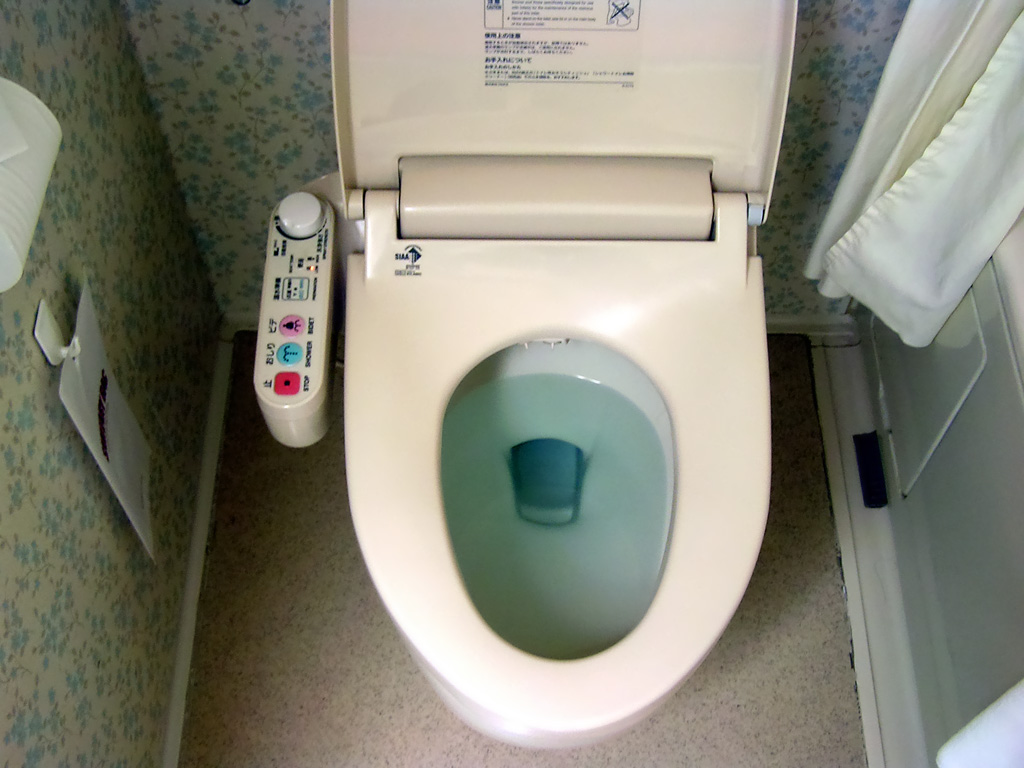
温水洗浄便座の一例 (INAX)

温水洗浄便座（おんすいせんじょうべんざ）は、洋風便器に設置して温水によって肛門を洗浄する機能を持った便座のことである。商標の普通名称化により「ウォシュレット」や「シャワートイレ」などの呼称で総称している場合があるがウォシュレットはTOTO、シャワートイレはINAX（LIXIL）の商標である。日本ではこの温水洗浄便座を装備した便器が増加しており、2020年3月末現在の一般家庭への普及率は80.2%に達する。

## 歴史
1960年代初頭以前は、ビデはバスルームで便器に併設されていた。ノズルの形で便器と一体化し、さらに電気制御式としたものを広告業を営んでいた Arnold Cohen が開発した。彼は、自身の父が直腸に痛みが出る病気を患っており、開発した装置で楽になると考えて開発した。そして、アメリカ合衆国で医療・福祉施設用として、手で拭けない人、痔の治療などのために販売した。
日本の衛生陶器メーカーである東洋陶器（現：TOTO）がこれを日本の一般住宅向けに販売しようと考え、1964年にアメリカンビデ社（アメリカ）の「ウォッシュエアシート」を輸入販売開始。同年、伊奈製陶（ina）もクロス・オ・マット社（スイス）が身体障碍者向けに製造していた「クロス・オ・マット61」を輸入販売。この2機種が日本の温水洗浄便座の始まりとされる。その後、TOTOは1967年にアメリカンビデ社から特許を取得し、「ウォッシュエアシート」の国産化に踏み切り、1969年には便座暖房機能付きの「ウォッシュエアシート」の生産を開始した。同年10月には伊奈製陶もクロス・オ・マット社からライセンスを得て、「クロス・オ・マット61」を日本人向けに仕立てた、国産初の温水洗浄便座付洋風便器「サニタリイナ61」を発売。そして1976年には伊奈製陶がシートタイプ（便座単体タイプ）の「サニタリーナF」を発売した。
しかし、初期のこれらの商品は温水の温度調節が難しかったことから温水の温度が安定しないために火傷を負う利用者もいたほか、価格も高く、1970年代以前はまだ和風便器も多く採用されていた上、下水道の普及も進んでいなかったことも要因して普及には程遠かった。
1980年、TOTOは独自に開発を進めてゆき「ウォシュレット」の名称で新たな温水洗浄便座を発売した。このウォシュレットでは温水の温度調節、着座センサーの採用、さらにビデ機能の搭載などが盛り込まれ改良が年々進んだ。日本人の清潔志向の高まりとウォシュレットの積極的なCM展開が普及へと繋がることになる。なお、ウォシュレットに限った歴史についてはウォシュレットの記事も参照されたい。
1980年代半ばには伊奈製陶が「サニタリーナ」に代わって「シャワートイレ」の名称を前面に出し、TOTOに呼応するように積極的なCM展開を行うようになり、また電機メーカー各社も松下電工（後のパナソニック電工→現：パナソニック）を始めに参入、一部はOEM供給によってしのぎを削るようになる。
1990年代には日本の新築住宅で多くが温水洗浄便座を採用することになる。さらにオフィスビルや商業施設、ホテルといったパブリック用途にも採用が広がり、2000年代には住宅／パブリック問わず採用されるのが一般的となってきている。さらに鉄道駅、鉄道車両のような不特定多数の利用がある場所でも、採用例が出てきたほか、和歌山県は2013年に県内の全公衆トイレに温水洗浄便座を設置する計画を発表した。

## 機能

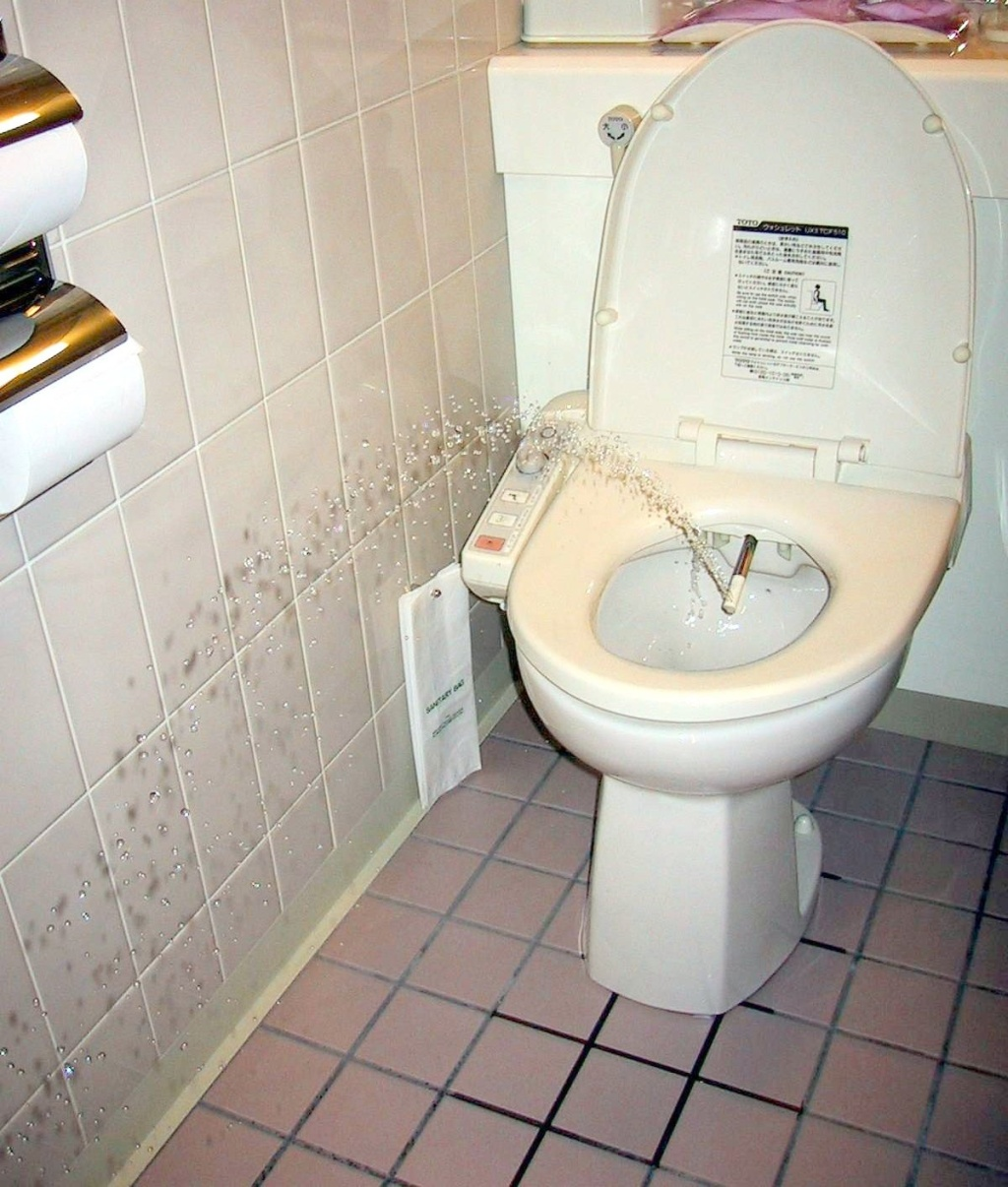
温水洗浄便座稼働の一例

温水洗浄便座はノズルから噴出する温水によって肛門を洗浄するという基本的なものからビデ機能によって女性の局部を洗浄する、脱臭、乾燥、暖房便座の機能、室内暖房、さらには便器の自動洗浄や音楽再生まで様々な機能が盛り込まれている。また、操作もユニバーサルデザインの観点から本体ボタンからリモコン操作式に変わりつつある。こういった機能は日本が特に進んでおり、海外から来日した人が驚くこともあるという。例えば、歌手のマドンナが「日本の温かいトイレシートが恋しかった」と発言した、という報道がされた事もある。
電子部品で多く構成されサイズのコンパクト化という指向もあり、メーカーは年々改良を続けている。近年は海外での生産・販売も行われるようになった。

### 洗浄機能
肛門の洗浄は、一般的に「おしり」と書かれたボタンを押すことによって温水がノズルから噴出する。温水は温度や噴出量を調整できるのが一般的である。近年は噴出位置の調整も可能になっている。ノズルの角度はTOTOが43度なのに対し、INAXは70度とメーカーによって差がある。噴出量は商品によって差がある。なお、韓国のメーカーが製造する温水洗浄便座には、大人と体格が異なる子供が使用するために、ノズルの位置や水圧を調整した「kids（こども）」ボタンがある機種がある。
ビデ洗浄は、「ビデ」と書かれたボタンを押すことで、女性の局部へ温水が当たり洗浄する。肛門洗浄とは温水の噴出角度が異なるため、TOTOでは1本のノズルで対応する場合ではノズル内に別の配管を設けて53度の角度で噴出する。INAXやパナソニックは別のノズルを設置して噴出するタイプとなっている。このあたりはメーカーによる考え方の違いでもある。なお、ビデは欧州で使われているビデとは機能的には異なるので注意されたい。またパブリック用の男子トイレにある温水洗浄便座（TOTOの旧Pシリーズ、INAXのPA・PBシリーズ）にはビデ機能が省略されているものもある。

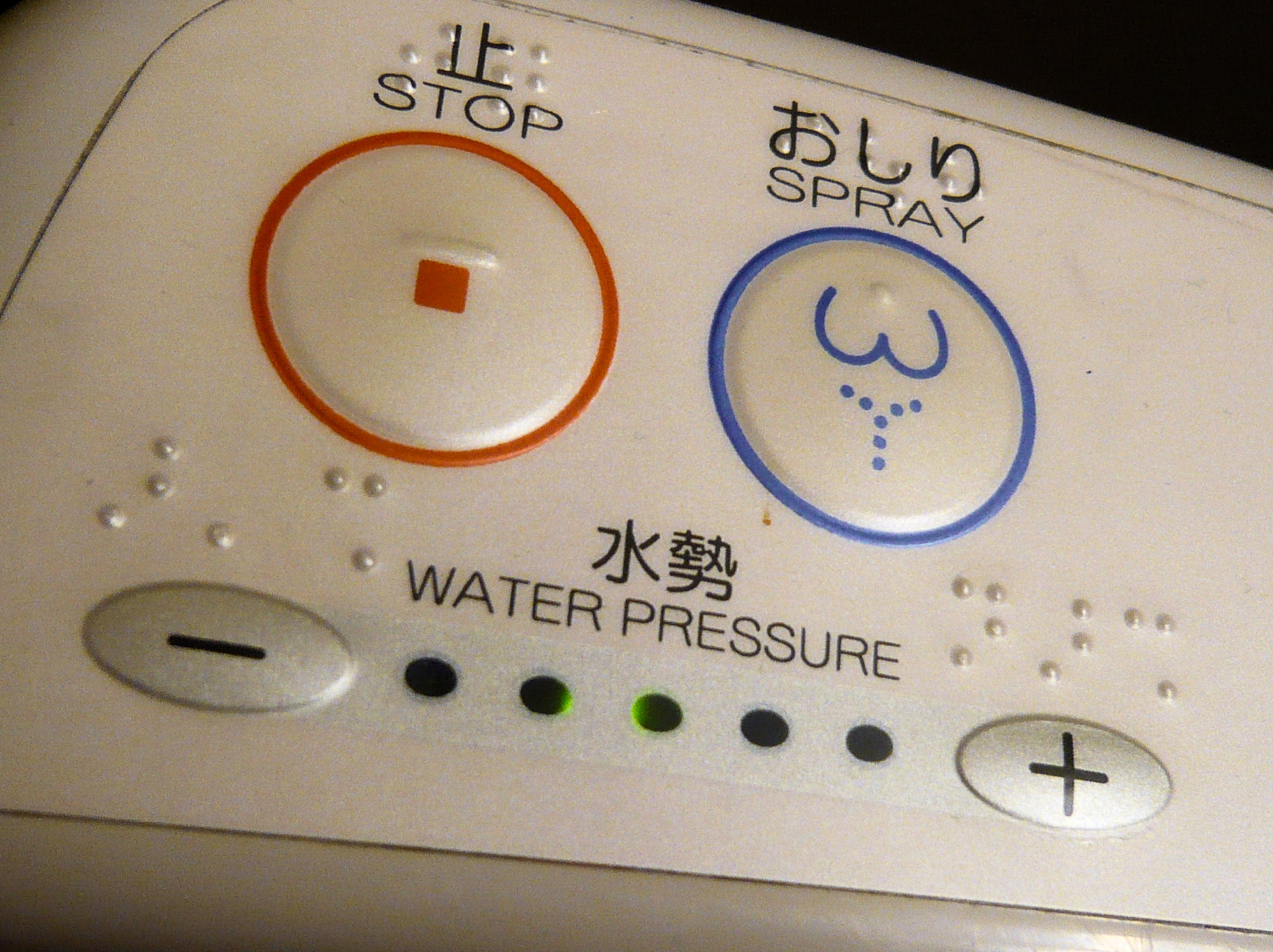
パブリック用の男性用温水洗浄便座の洗浄水の操作ボタン（TOTO）。ビデ機能が不要なため、省略されている。

### 温水供給の方法
温水洗浄便座にて重要なのは温水をどのように供給するかである。
基本的には便器洗浄用の配管から分岐させて温水洗浄便座に接続、本体で温水を作り噴出させるようになっている。温水の作り方は、貯湯式（ちょとうしき）と瞬間式の2タイプに大別される。
前者は温水を作った後、本体内蔵のタンクに溜めておき、使用する際にはタンクから温水をノズルに供給する方式である。本体にタンクが必要なため以前はサイズが大きくなりがちであり、温水を保温する関係で電力消費量では不利である。ただ一度に噴出する温水の量が豊富にできること、コストが安いため比較的多くの機種で採用されていた。近年では省エネ法の改正に伴い、噴出するお湯の量や水圧は以前に比べて下がってきている。
一方、瞬間式は使う瞬間に水を温めて噴出する方式である。噴出する温水の量は貯湯式よりも少ないため、TOTOのワンダーウェーブ洗浄のように少ない温水で効果的に洗浄できるように工夫がなされていることが多い。使う時の瞬間消費電力は大きくなるが、温水を溜めておく必要がないためトータルの電力消費量は抑えられる上、お湯切れしないのが特徴。上位機種やタンクレストイレ一体型に比較的多く使われているタイプである。
ホテルのユニットバスに設置可能なタイプでは、浴槽や洗面に使う給湯配管を使って湯水を混合して適温になるようにしたタイプも作られている。この場合、電源を電池式としたり、さらには電源を必要としないものも存在している。

### 多彩な機能
当節の冒頭にも書いた通り、「おしり」「ビデ」の他にも様々な機能が搭載されている。例えば、TOTOでは、「おしりソフト」や「ワイドビデ」などが上位機種に搭載されている。

#### 暖房便座
温水洗浄便座の場合、便座カバーを取付けても温水で濡れる可能性があるため便座カバーは取付けないことも多い（最新の便座は取付できない）。冬場など便座がむき出しの場合、冷たさを感じるため便座を温める機能が一般的に付いている（前述したホテル用の無電源タイプには搭載していない）。節電に対応すべく使用する時に限り温める機能を持った商品も存在する（パナソニックなど）。なお、温水洗浄機能がない「暖房便座」も一部メーカーでは発売している。

#### 脱臭・除菌

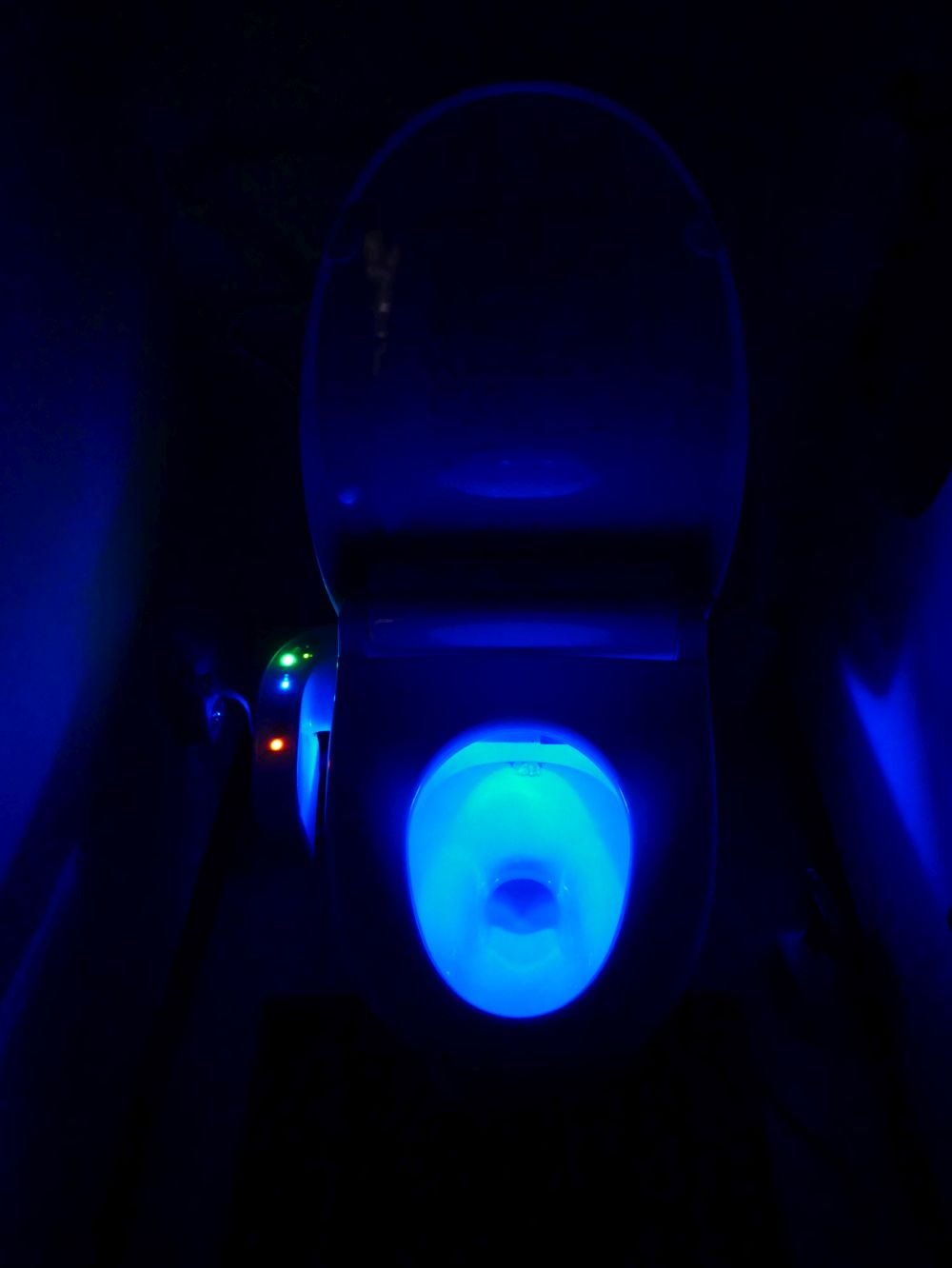
ナノイー搭載便座
（パナソニック）

用便時の臭気を取り除く脱臭機能が付くタイプがある。オゾン、酸素による脱臭が一般的で脱臭カートリッジに臭気を吸収する。また、INAXの製品ではシャープの開発した「除菌イオン」（プラズマクラスター）を使った脱臭が行われている。さらに、TOTOの一部製品には、次亜塩素酸を発生させた「きれい除菌水」で、便器内を除菌したり、トイレ空間を消臭する機能が付属したものや、パナソニックの一部製品では、用便時の脱臭機能とは別に、便器内や周辺の壁の脱臭や、便器内の除菌も行う「ナノイー」が採用された機種もある。各社共、便座には抗菌素材を採用したものが多い。

#### 乾燥
洗浄機能使用後に乾燥させることが可能な機種もある。ただ、乾燥の機能だけでは短時間に乾ききらないのが一般的で紙で一旦ふいてから「仕上げ」に使う人もいる。近年発売されている製品は上級機種に限られている。また多目的トイレではこの機能を原則として標準としている。

#### 自動洗浄
便器を使用後に自動洗浄する機能を持たせた機種もある。センサーで便座から人が離れたことを感知し、使用時間に応じて大洗浄もしくは小洗浄をする。リモコンによって任意に行うこともできる。便座を上げている場合は男子小洗浄としてさらに水を減らして流す機種もある。
パブリック用（オフィスや商業施設、公共の場所のトイレ）では便座ではなく、フラッシュバルブにその機能が付いていることが多いが、温水洗浄便座と連動しているものも存在する。

#### 便蓋・便座開閉
便蓋や便座を人感センサーで自動開閉する機能。便座の前に立つと自動的に蓋が開き、立ち去ると自動的に閉まる。リモコンのボタンで開閉も可能。

#### 音楽
INAXやTOTOの上位機種では音楽を再生する機能を持たせている。INAXの場合、「リラックスミュージック」と称したクラシック音楽や自然の音をSDカードにMP3形式収録して本体に搭載し使用時に再生する。TOTOではリモコンに同様の機能が取付けられており（こちらもSDカードに収録）、ケンウッドとの提携によるスピーカーを搭載している。なおTOTOは2012年1月をもってこの機能は廃止された。

#### 擬音装置
パブリック用に用意されており、ボタンを押すと一定時間、便器の洗浄音を流す。流しながら用便されるのを防ぎ、節水に役立つ。利用率の高い女性用温水洗浄便座に装備される。

#### スマートフォン連動
LIXILでは、市販のスマートフォンに専用アプリケーションをインストールすることにより、付属リモコンと同様の操作や設定情報（水勢・洗浄位置など）の記憶、音楽再生が出来る機種を発売している。アプリ内に便の状況を記録することも可能である。

#### リモコン
リモコンには「流す（大・小）」・「ビデ」・「洗浄強さ」・「便座温度調節」・「洗浄水温度調節」・「自動便器洗浄入/切」・「便座ヒーター入/切」・「ワイド洗浄入/切」などのボタンが備わっており、付属の取り付け板を木ねじで壁に取り付けて固定する「壁リモコン」・スタイリッシュな「スティックリモコン」（TOTO）・「スマートリモコン」（LIXIL）と、トイレットペーパーホルダー一体型の「インテリアリモコン」（LIXIL）に大別されている。動力源は乾電池を用いており、殆どの機種が「（ランプ点滅又は液晶表示による）電池交換サイン」を搭載。多機能で消費電力が多いことから短寿命&小容量のマンガン乾電池は使えず、「必ずアルカリ乾電池を使う」よう指示されている（単3形を2本または3本使用）。また公共施設や店舗のトイレでリモコン式温水洗浄便座を用いる場合に備え、他室リモコンに反応して（操作対象機器以外の別部屋機器が）誤動作するのを防ぐ「リモコンモード切替機能」も搭載されている。停電時は（温水洗浄便座の電源が断たれ）リモコンが動作しないため、便器洗浄はタンクに付いているハンドルを回して行う形となる（普及モデルは「大・小の流す」ボタンを省き「常時本体ハンドルを回す」・「センサーに手を1秒以上かざす」いずれかの方式で便器洗浄を行う方式の機種もある）。なお乾電池交換の手間を省くため、リモコン電源を「AC直結式」に切り替えて運用している店舗も一部ある。
TOTOの一部パブリック用機種は乾電池不要で、ボタンを押しての自家発電でリモコン用電力を賄う「エコリモコン」を採用している。
2017年1月、日本レストルーム工業会は温水洗浄などの機能を持つトイレの操作ボタン表記を統一すると発表した。要因として、以前はメーカーによって「おしり」「シャワー」「ファミリー」、「ビデ」「チャーム」のようにさまざまな呼び名やピクトグラムがつけられており、TOTOが2014年9月～10月にかけて在日外国人600人に対して行った調査では実に25.6%の外国人が「さまざまな操作ボタンの役割が分からなかった」と回答したためである。これに伴い、2018年1月には温水洗浄便座に使用されている代表的な6種類のピクトグラムがISO規格に登録され、世界的にも統一されることとなった。なお、その他の洗浄機能の表記などに関しても大手メーカー内で統一する動きがみられており、TOTOのやわらか洗浄やおしりソフト洗浄、LIXILのマイルド洗浄及び乾燥機能のピクトグラムは統一のピクトグラムである。

#### その他
- LED照明 - 便座にLED照明が組み込まれており、深夜にトイレを利用した際に室内照明の代わりに使用することで目をさましにくくする効果があるとしている。LIXIL製品では「ほのかライト」[11]、TOTO製品では「やわらかライト」[12]、Panasonic製品では「間接照明」[13]と呼称する。さらにLIXILのサティスシリーズでは便座に着座するとリモコンが光り、リモコンの位置を知らせる機能も備える。
- LIXIL Toilet Cloud - パブリック向けに開発されたトイレ清掃・メンテナンス支援を行うサブスクリプションのシステム。WiFiに接続されたシャワートイレや小便器、手洗い器を使用し、トイレ詰まりの検出・使用回数のカウントを行い、清掃員への緊急対応の通知や優先的に掃除を行うトイレの選定など、清掃作業効率化に効果を発揮するとしている。[14]

## 問題点

### 温水洗浄便座症候群
痔の予防などの面で優れているが、肛門周辺の皮膚に湿疹、しみ、黒ずむ、ひび割れ、皮膚が伸び縮みしにくくなり便を出しづらくなるなどの症状が現れる場合がある。
これは、洗いすぎで肌を守る油分までも洗い流され、傷つきやすく、皮膚炎、感染症などを引き起こしやすい状態にしてしまっているためである。洗浄時間や水圧の調整で改善される。

### 感電、漏水などの事故
現在、温水洗浄便座による火災や感電、漏水などの事故がしばしば起きている。
これは、長年使用していることによる老朽化が一因とされるものが多い。温水洗浄便座は電化製品の一つとして、メーカーおよび業界団体では10年以上使用している製品については点検や取替えを勧める告知をしている。

### 洗浄水の衛生面
東海大学の研究グループが一般住宅や公共施設の計108カ所の温水洗浄便座の洗浄水を検査したところ、洗浄水から厚生労働省の水道水質基準を超える一般細菌が検出された。大学の研究者は「ノズルの先端やすき間から細菌が侵入し、タンク内の温水で増殖したのではないか。タンク内は塩素が揮発され、菌に適した環境下にあったと思う」と推測している。
これに対して業界団体の温水洗浄便座協議会は、「これまで約4000万台が生産されているが、感染症などの健康被害は一件も報告されていない。タンクに水が逆流することは構造上ありえず、タンク内で菌が繁殖する危険性は低い。研究ではノズルにもともと付着していた汚物から菌が検出されたのではないか」と疑問を呈した。

### 交差感染
日本の大学附属病院の温水洗浄便座利用で、抗微生物薬耐性のバクテリアの交差感染が起きないかの確認が行われた。292か所の温水洗浄便座の便座とノズルからサンプルがとられた結果では、ノズルや便座にも細菌で汚染されており、交差感染の潜在的な媒体となりえるため、共有して使用する場合は消毒の手順にノズル部を含めるなどの改善が推奨される。

## 各社の温水洗浄便座
なお、下記各社の便座は一体型便器等の例外を除き、便器とメーカーが一致しなくても（例：INAXの便器にTOTOのウォシュレット、TOTOの便器にINAXのシャワートイレ）設置できる。

### TOTO
「ウォシュレット」の製品名で知られる。TOTOは衛生陶器業界最大手であるとともに温水洗浄便座でも高いシェアを誇り、INAX（同社の名称はシャワートイレ）や他社製の同種類のものも含め「ウォシュレット」と呼ばれるほど定着しているが、この名称はあくまでTOTOの登録商標（日本第1665963号など）である。1980年6月に発売して以来、2019年3月までに累計販売台数が5000万台を突破している。

#### 代表的な機種

##### シート式
- ウォシュレットアプリコット(瞬間式)
  - グレード
    - F1A・F2A・F3A・F3AW（オート便器洗浄・リモコン便器洗浄機能付き、2017年8月モデルチェンジ）
    - F1・F2・F3・F3W（オート便器洗浄・リモコン便器洗浄機能なし）(F4系・F5系は2012年1月末で製造停止)

- ウォシュレットS2・S1(貯湯式)
  - グレード
    - S2A・S1A（リモコン便器洗浄機能付き）。(2021年2月にモデルチェンジ。）
    - S2・S1（リモコン便器洗浄機能なし)。

（2021年2月にモデルチェンジ）　
- ウォシュレットSB(貯湯式)
  - グレード　
    - SB（現行式はウォシュレットS2・S1と同じく、2021年2月にモデルチェンジし、シリーズとしては6代目となった。

- ウォシュレットP/PS（パブリック・オフィス向け）（現行式は2021年4月にモデルチェンジ)

- ホテル用HX、UD・Uシリーズ（ホテル用、ホテル用HXとUシリーズは2016年2月29日にモデルチェンジし、ホテル用HXは形状がウォシュレットS2・S1 TCF61xx系ベースからTCF65xx系ベースとなった。）
- トラベルウォシュレット - 携帯用のウォシュレット。

- その他、量販店向け製品も存在する。量販店で販売し取り付けはユーザーが自ら出来るよう、工具や接続用フレキホースを添付。賃貸住宅などでの設置にも対応している。

##### ウォシュレット一体型便器

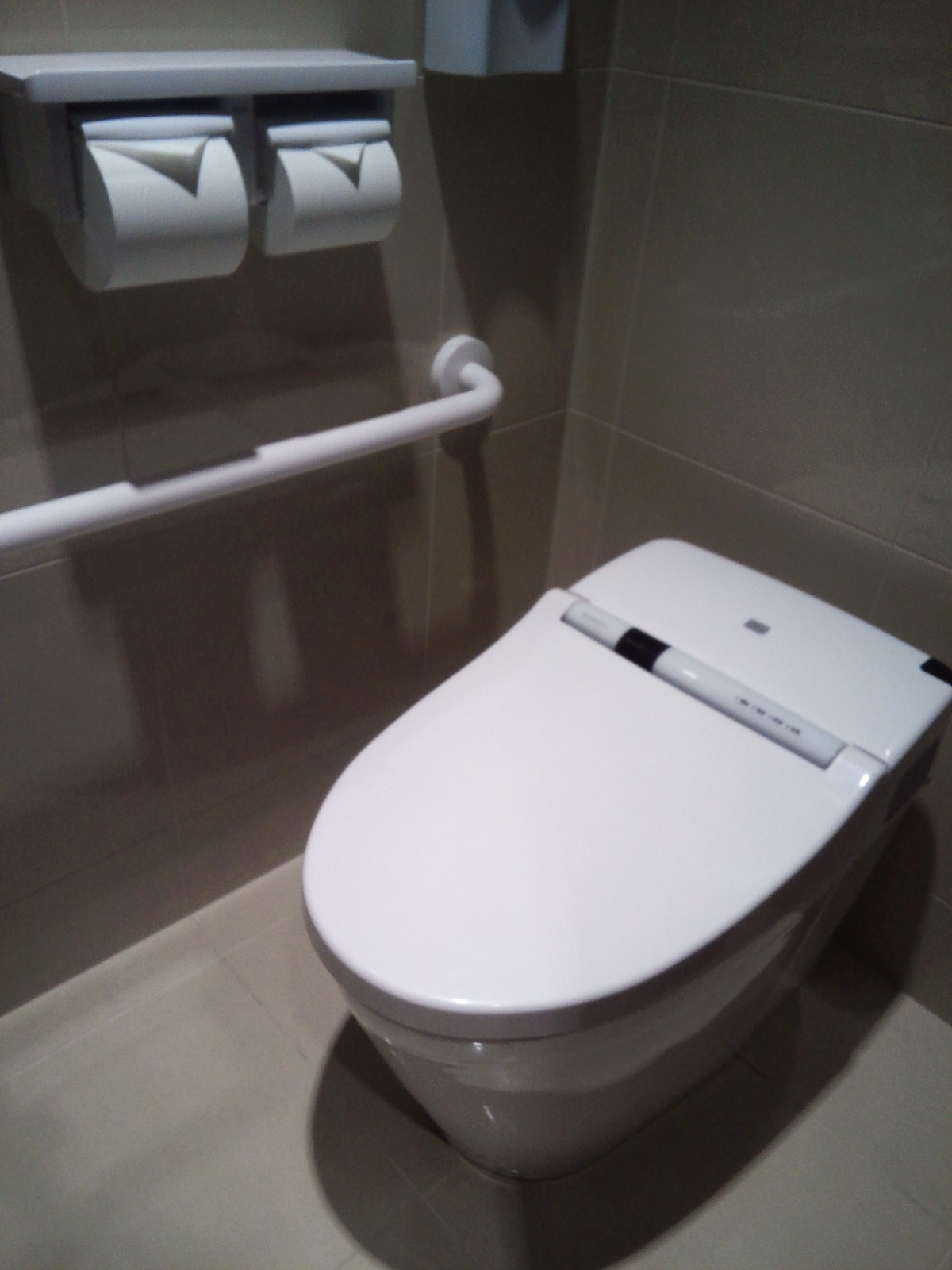
ウォシュレット一体型便器　『ネオレスト』

ウォシュレット一体型の便器。従来は機能部の老朽化による取り替え時には便器も含めた取り替えが必要であったが、機能部のみの取り替えも可能になった。●印の機種はフチなし形状・トルネード洗浄を採用している。
●ネオレストハイブリッドNX
●ネオレストハイブリッドLS
●ネオレストハイブリッドAS
●ネオレストハイブリッドRS
ネオレストLS・AS・RSはTOTOウォシュレット一体形便器の中で一般向けのフラッグシップであり、LSが最上位グレード。ネオレストNXは一般グレードとは区別されており、ネオレストの中で最上位グレードとなっている。RHは2015年2月に形状が変更された他、2022年8月にLSが新発売され、AH•RHはAS•RSに名称変更された(RSはDHの後継となった)。
●ネオレストハイブリッドDH
2015年2月に発売。ネオレストDの後継品だが、オート開閉を搭載している機種がないなど機能部はウォシュレットSシリーズに近い。2022年8月をもって生産中止された。
＊ネオレストシリーズは、2019年2月に継ぎ目のない便座が標準装備された
●レストパル（収納一体型）
●レストパルF（壁掛型収納一体型）
ウォシュレット一体形取替機能部
旧型(96ZG・ZSなど)ウォシュレット一体型便器機能部の取り替えに対応（2005年8月29日発売）。
旧型(00ZG・ZS)ウォシュレット一体型便器機能部の取り換えに対応（2015年5月発売）。
ネオレストSD便器機能部の取り換えに対応（2015年10月発売）
●GG/GG-800
Zシリーズの後継として2010年4月に登場、2012年、先代となる2014年5月と2度マイナーチェンジされ、2014年5月のマイナーチェンジでプレミストが搭載され、便座など一部の形状が変更され、2018年2月には、ノズルきれいが搭載された。2020年2月にモデルチェンジされ、形状が変更された
●パブリックウォシュレット一体形便器
2011年2月に登場。便器部も含めて、GGがベースとなっているが、機能部はウォシュレットPSに準じている。2021年4月にモデルチェンジされた。

##### 電源不要モデル
●エコウォッシャー（ECOWASHER）
海外向けに販売されている、電気を使わないタイプのウォシュレット。

### INAX（LIXIL）

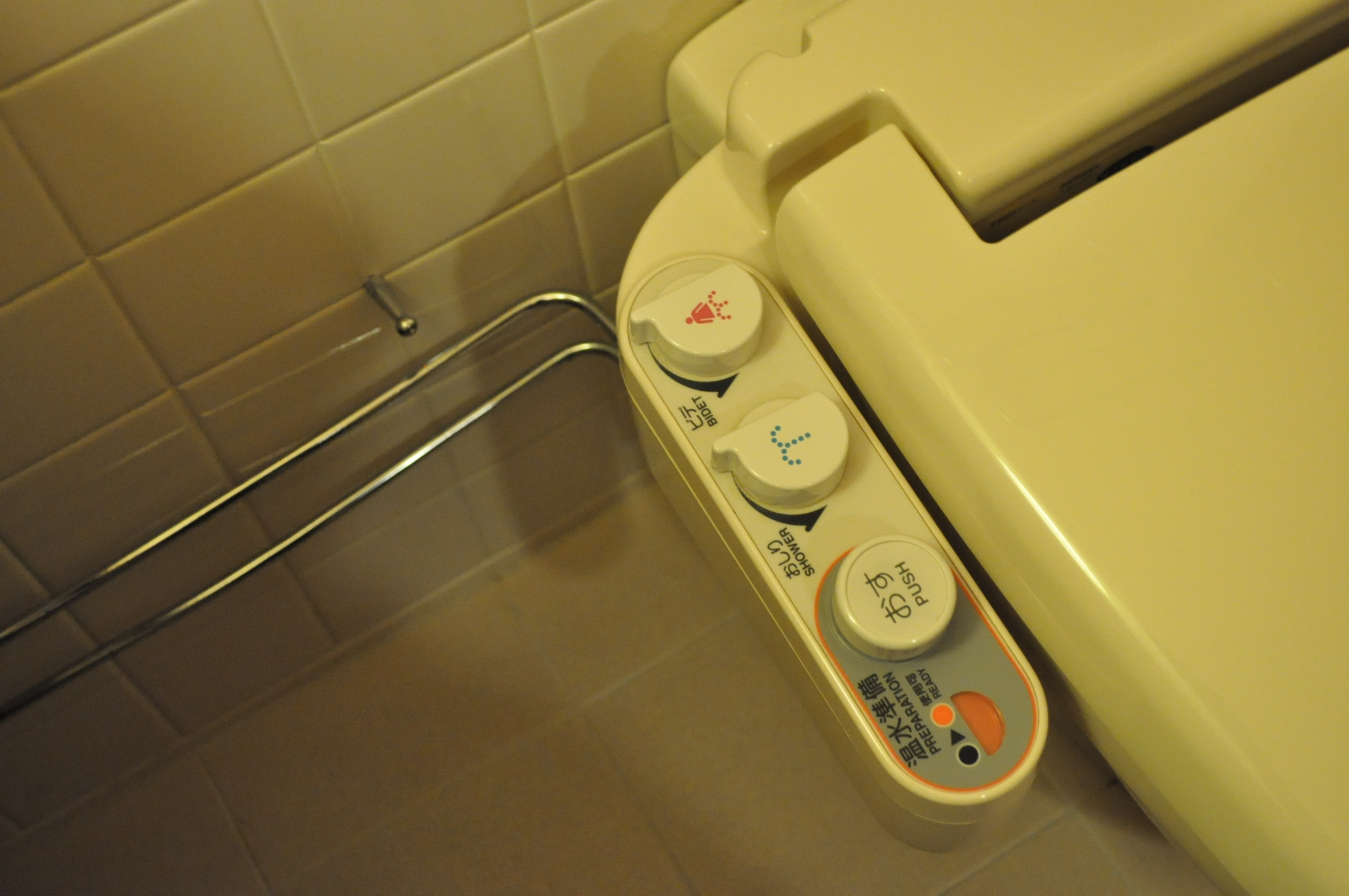
ホテルの客室等に設置される無電源タイプのU3Eシリーズ。後方から給湯・給水配管が直接接続されている様子が確認できる。

業界2位のINAX（LIXIL）は「シャワートイレ」の名称で発売する。便座単体（シートタイプ）と温水洗浄便座一体型便器が発売されている。同社はTOTOより先に製造を開始しており、同社の前身である伊奈製陶が1967年に温水洗浄便座一体型便器の「サニタリーナ61」を発売、1976年にはシートタイプの「サニタリーナF1」を発売している。
ウォシュレットとの相違点としてはおしり洗浄ノズルの角度が70度と真下からの洗浄に近く、このためビデ用のノズルは別個に設けられている点が大きい。同社では「レディスノズル」と称してアピールしている。リモコン付きモデルには、ペーパーホルダーに取り付けできる「インテリアリモコン」がオプション設定されている（サティスには「スマートリモコン」も用意されている）。一部は便器自動洗浄にも対応する。
また、シャワートイレ一体型便器「サティス」に関しては、初代モデル（2001年4月から3年間販売）や第2世代モデル（2004年4月から5年間販売）からの交換用として、機能部（便座）を載せ替え、止水栓や給水ホースを交換するだけで現行モデルの「サティス」と同等の機能へ性能向上できる「リフレッシュサティス」が2010年4月に発売された。これは、便器前出寸法とバルブの位置・取付ボルトの位置が初代モデルから変更されていないために、交換用の設定が実現できた。旧型タンクレストイレの機能部（便座）を交換する製品としては業界初である。

#### 代表的な機種

##### シャワートイレシートタイプ
- 瞬間式
  - PASSO（パッソ） EA24、EA23、EA22、EA21
PASSOはリモコン操作タイプ。E70型までは上位機種は瞬間式、下位機種は貯湯式だった。2002年に初代のE30型を発売して、E70型からEA10系には2013年9月にモデルチェンジされ、2017年6月にはEA20系にモデルチェンジされた。
- 貯湯式
  - Kシリーズ（K47・45・43・41グレード）
大型の本体スイッチが付いたタイプで2003年に初代のK30型を発売して現在のK40型に至る（リモコンもオプション対応）。貯湯式の中でもとりわけ多い温水量を誇るシリーズでK47グレードには除菌イオンを搭載している。2011年モデルから「キレイ便座」となった。K43・41は2013年1月をもって生産中止し、KBシリーズに統合された。K47、45系は2017年2月に操作盤のデザインを変更し（LIXILロゴを追加）、K47A、K45Aにマイナーチェンジしている。K47Aは2020年2月、K45Aは2022年9月をもって生産中止された。
  - KA・KBシリーズ（KA23・22・21、KB23・22・21）
KBシリーズはKAシリーズより少し前に発売され、独立したグレードだった。KAシリーズが2013年2月に発売されたと同時にKBシリーズはK43・41と旧KB11タイプの後継機種としてKBシリーズも同時に発売され、2015年4月には鉢内除菌が搭載されたグレードが新設された。KAはリモコン式、KBは本体スイッチ式でKBではリモコンもオプションであるが、対応している。
  - KS220タイプ
旧カスカディーナ便器専用のリモコン式タイプ。便座サイズは他の商品より小さい。
- 湯水混合式
- *U・U3Eシリーズ
  - 温水は給湯・給水配管から直接給水する。なお、U3Eシリーズは無電源タイプで暖房便座機能はない。

- その他、量販店向け製品も存在する。量販店で販売し取り付けはユーザーが自ら出来るよう、工具や接続用フレキホースを添付。賃貸住宅などでの設置にも対応している。

##### シャワートイレ一体型便器
サティスとリフォレの上位機種は瞬間式、他は貯湯式。一部製品の便器部は2006年以降、洗浄水量を大6L・小5Lに改良した「ECO6」となった。
- レジオ
INAXのフラッグシップモデル（2008年6月発売）。温水は貯湯式。2016年4月、サティスGシリーズのモデルチェンジに伴い統合という形で生産停止。
- サティス
ダイレクトバルブ（TOTOのシーケンシャルバルブに相当）洗浄を採用したタンクレスタイプ。上位機種では室内暖房・音楽再生機能を搭載。便器の洗浄水量は
  - 2009年 - モデルチェンジで洗浄水量が大5L・小4Lになる。
  - 2011年 - 大4L・小3.3Lへと節水化。（Sタイプに設定のマンションリフォーム用のみ6L）
  - 2013年 - バリエーション増やし、上級のGタイプとスタンダードのEタイプを追加。従来モデルはSタイプにモデルチェンジ。
  - 2016年4月 - G・Sタイプをモデルチェンジし、Gタイプはレジオを吸収したため現在のLIXIL（INAX）のフラッグシップモデルとなる（Gタイプにはノーブルブラックが設定されている）。Eタイプは1代限りで生産停止。G・Sタイプは瞬間式、Eタイプは貯湯式。
  - 2024年6月2日 - サティスX発売。洗浄水流を3方向にした（極みトリプル洗浄）他、便器を泡と水の対流を用いて自動で掃除する「泡クリーン」、ノズルを通常の洗浄の2倍の水勢で洗浄する「ノズルオートクリーニング（パワフル）」、LIXIL独自のノズルシャッターを洗浄する「シャッタークリーニング」を搭載。サティスS及びGは引き続き併売する。
- アステオ
サティスのデザインに準じたタンク式モデル。貯湯式。登場当初はサティスシリーズの派生機種だったが2010年6月から独立したモデルとなった。なお、発売した2004年から現在まで改良は一部されているが、基本的なデザインは変更されていない。
- リフォレ
収納一体型。旧品名はエレシャス、Pita（ピタ）。シャワートイレはPASSOを使用（グレードはPASSOに準じるので上位機種は瞬間式、下位機種は貯湯式）。かつては便座別売タイプも発売されていた。2011年から一部モデルチェンジにより床排水は「エレシャス」になり、2013年には一部がコストダウンされ、「リフォレ」となり、2016年4月には洗浄水量が大5L/小3.8Lとなった。
- プレアスLS/HSシリーズ
2016年5月発売。アメージュZシャワートイレ（フチレス）の後継品だが、ネオボルテックス式となっており、アメージュZシャワートイレ（フチレス）に比べるとグレードアップしており、フルオート便座搭載のグレードがあるが、ライバルであるTOTOのGG/GG800とグレード構成が瓜二つである。ただし床上排水マンションリフォーム用はプレアスに用意はされていなかったが2017年8月に追加された。なおプレアスHSは2022年9月をもって生産中止した(LSは続投)。
- アメージュZAシャワートイレ
2016年4月発売。こちらもアメージュZシャワートイレ（フチレス）の後継品だが、最廉価グレードに相当するグレードのみの設定で、上級グレードはプレアスとなっている。
- アメージュZシャワートイレ
現在はアメージュZ（4リットル）タイプとアメージュVとして唯一残っているマンションリフォームタイプ用（6リットル）のみとなっていたが同タイプにZAも追加されたため発売終了した。シャワートイレの性能はKAシリーズに準じており、2015年4月に鉢内除菌が搭載されたグレードが発売された。
- センサー大便器（パブリック用）
サティスと同じダイレクトバルブ洗浄。大8L・小6L洗浄。グレードは3種類あり、シャワートイレなしタイプ(暖房便座のみ)、シャワートイレ搭載タイプ、シャワートイレ・プラズマクラスター搭載タイプがあり、シャワートイレ搭載の系統に関しては擬音装置搭載仕様もあった。貯湯式。2015年4月生産停止。
- パブリックシャワートイレ大便器
センサー大便器の後継品である。デザインはベーシアハーモJシリーズやリフレッシュシャワートイレ（サティス機能部取換）に共通しているが、センサー大便器とは違い、シャワートイレPA・PBシリーズがベースとなっているため、女性用・男性用があり、女性用は擬音装置やビデ装備で、男性用はそれらが省略される。貯湯式。

#### 取換用機能部
- リフレッシュシャワートイレ （タンクレス）
初代モデル並びに第2世代モデル「サティス」の機能部を取り換えるだけで現行「サティス」とほぼ同じ機能に性能向上できる「サティス」専用取換用機能部。当初の商品名は「リフレッシュサティス」だった。
- リフレッシュシャワートイレ（タンク付）
アメージュ（アメージュM・アメージュG・アメージュMC・アメージュC・アメージュ）やベーシアなどのタンク付シャワートイレ一体型便器専用取換用機能部。

### パナソニック

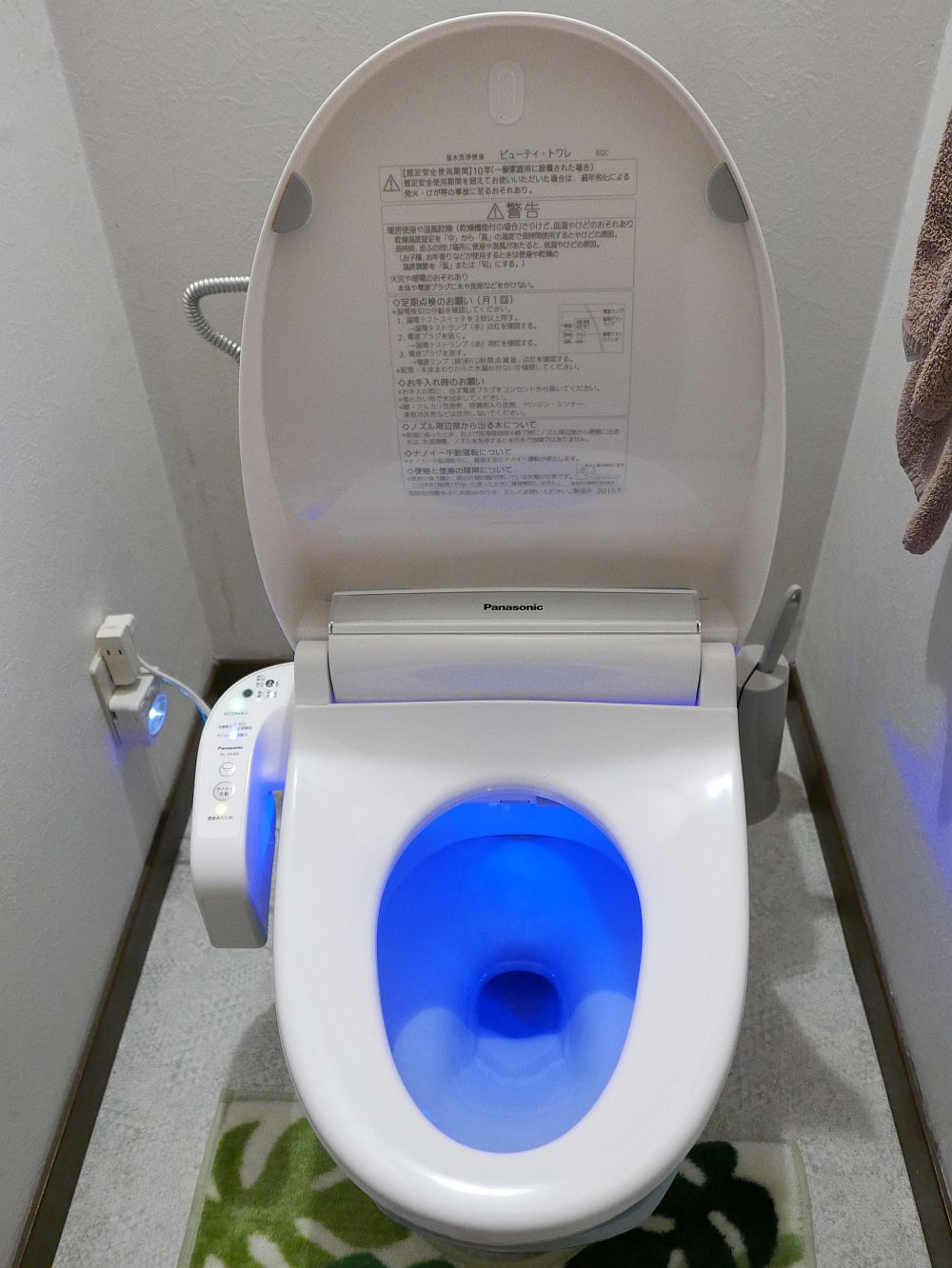
ビューティ・トワレ
（ナノイー動作時）

パナソニック（旧：松下電器産業）の商品名はビューティ・トワレ、パナソニック電工（旧：松下電工）の商品名はクリーンシャワレ。パナソニックブランドであるが、クリーンシャワレはビューティ・トワレに統合される形で、ナショナルブランドの時代に廃止された。また、1980年代半ば以前の旧松下電工の製品はクリーンベンザの商標を用いていた。また、系列の住宅メーカー「パナホーム」ブランドのものもあった。
多くは電器量販店での販売であるがシェア的には小さいものの便器も発売しており、一体型も発売されている。ノズルはINAXと同様の2本ノズル式が主流であったが、最新機種は1本ノズル式になっている。ビューティ・トワレでは近年の機種ではノズルがステンレス製になっている。また最近では、除菌・脱臭に「ナノイー」が採用された機種やアラウーノの激落ちバブル同様に台所用洗剤を使用し、同じような効果を得る「泡コート」を採用した機種もある。「ビューティ・トワレ」シリーズは2023年まで日立グローバルライフソリューションズへもOEM供給していた。
- ビューティ・トワレ AWK、WH、UF20(エコナビ搭載　便座・シャワー瞬間式)、RG・RJ(シャワーのみ瞬間式)、Mシリーズ(旧・パナソニック電工扱い)
- ビューティ・トワレ EJX(貯湯式)、Sシリーズ(旧・パナソニック電工扱い)・UF20、EJXは本体スイッチ式、その他はリモコン式
- クリーンシャワレ
ホテル向けの一部機種は現在も、旧松下電工系のクリーンシャワレを継続販売している。
- 温水洗浄便座一体型便器/専用便座付組み合わせ便器
  - アラウーノ/アラウーノS/アラウーノV

2006年12月1日発売。瞬間式。便器の材質は陶器ではなく有機ガラス系の新素材。便器洗浄水に洗剤を混ぜて汚れを落としやすくする「激落ちバブル」機能を搭載(ただしアラウーノVには非搭載)。2010年の製品からはエコナビ搭載商品も発売された。2008年7月に貯湯式のアラウーノSを発売(機能はアラウーノとほぼ共通。2012年2月21日には組み合わせ便器アラウーノVを発売。

### 東芝(東芝ライフスタイル（東芝ホームアプライアンス）→東芝ホームテクノ)
東芝ホームテクノ（発売当初：東芝ライフスタイル（東芝ホームアプライアンス））はクリーンウォッシュの商品名で2020年7月現在、5機種が発売されており、使う分だけ温水にする瞬間式とあらかじめ水を貯めておいて温水にする貯湯式がある。ノズルは一本のステンレス製ノズルだが、おしり洗浄とビデ用は位置を変えた2段ノズル式となっているのが特徴である。また2020年7月現在、着座する前に便器を湿らせ汚れをつきにくくするプレケアミストを搭載した機種もある。
かつては松下電器産業「ビューティ・トワレ」のOEM品を細々と販売しており一時撤退していたが、現在はアメリカのKohlerと韓国のサムスン電子の合弁会社であるKohler Novita社からのOEM供給による製品を発売。東芝ライフスタイルが中国の美的グループに買収されてからは、貯湯式は従来通りKohler Novita社から、瞬間式は美的グループからOEM供給をされている。これらの製品は他社と比べて安価で多機能なことから、コストパフォーマンス面で人気を呼びシェアを伸ばしている。

### 積水ホームテクノ
名称はウォッシーで、積水化学が製造している。ノズルは2本方式である。貯湯方式・リモコン付き（本体にも操作部はある）モデルで6機種が発売される。

### アサヒ衛陶
衛生陶器メーカーのアサヒ衛陶は、サンウォッシュの商標で発売されている。同社が得意とする簡易水洗便器にも装着可能である。自社製の時期もあったが、現在は韓国のUspaからOEM供給を受けている。

### ジャニス工業
衛生陶器メーカーのジャニス工業は、サワレットの商品名で発売している。タンクレスのスマートクリーンやタンク式のイーフィットクリーン・ココクリンなどの温水洗浄便座標準搭載型も販売している。同社の温水洗浄便座は以前から日立ファミレットのOEMであったが、現在は業務提携しているLIXIL（INAX）をはじめ、パナソニック、さつき（旧：片倉工業）、Novitaなどの韓国メーカーなどといった複数のメーカーからOEMの供給を受けている。また、同社のOEM供給先であるタカラスタンダードも同様な製品を販売している。

### ナスラック
不動産業の東建コーポレーション傘下にある住宅設備機器メーカー・ナスラック（旧・東建ナスステンレス）はシャワレッシュの名称で韓国製品のOEM品を発売していたが、2008年から一部を除きパナソニック・ビューティトワレのOEMに切り替わった。なお、同社では上記ジャニス工業からのOEM供給により便器も発売している。

### さつき（片倉工業）

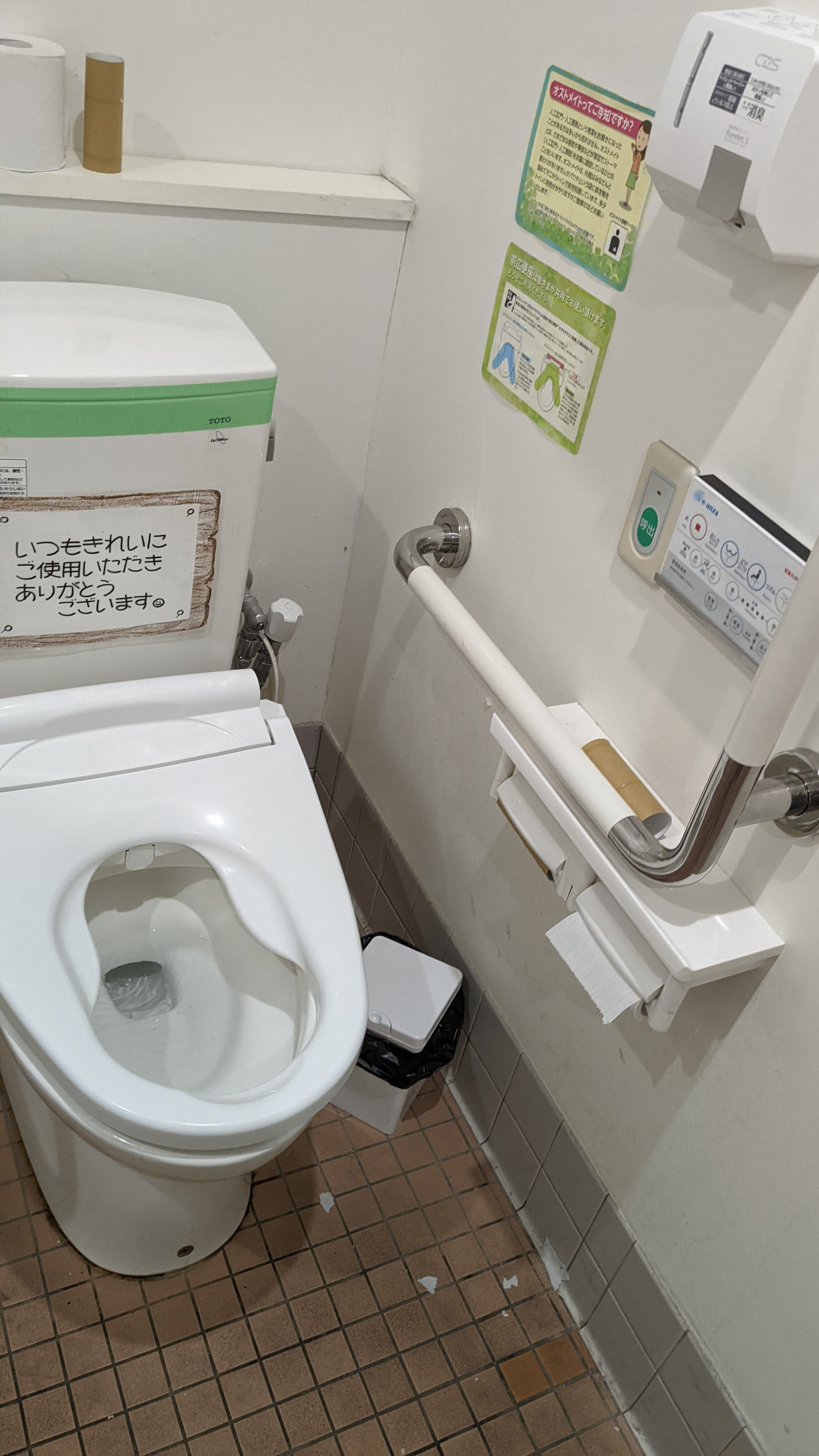
e-anzaパブリックモデル「AW2P」

不動産・機械・繊維・医薬品等の事業を持つ片倉工業が、e-anza（いい安座）の名称で販売していたオストメイト対応の前広便座。本体形状を便座に沿ってなだらかにした上で便座の先端の開口部を拡大し、オストメイト患者が腰掛けたままパウチの洗浄をしやすい仕様となっている。2019年8月16日をもって片倉工業時代からの製造元（輸入元）であったさつき株式会社へ販売事業を全面譲渡し、名前をZA FREEへと改めた。
片倉工業（事業譲渡により廃番）
- 一般家庭向け
  - AW-1
- パブリックモデル
  - AW-2P

さつき
- 一般家庭向けモデル
  - STK-B200W（リモコン操作モデル）、STK-B400W（袖リモコンタイプ）
- 公共施設向けパブリックモデル
  - STK-B110W（リモコン操作モデル）、STK-B410W（袖リモコンタイプ）

### その他
- クラシアン シーティア キュー（Deto社のOEM）
- 木村技研 （中日本ハイウェイ・エンジニアリング名古屋と共同開発したパブリック向けの温水洗浄便座を製造している。）
- アイズ iSシリーズ（INAXのU3Eシリーズと同じく無電源仕様である。）
- ネポン プリティシャワー（INAXシャワートイレのOEM）
- Novita（ノビータ、前述の通りアメリカのKohlerと韓国のサムスンの合弁会社。日本国内では東芝クリーンウォッシュなどの製造元として知られるが、Novitaブランドの温水洗浄便座もビバホームに委託する形で販売している）
- ロンシール機器 マルチシャワー（INAXシャワートイレのOEM）
- ダイワ化成（過去にカルチュアという名称でINAXシャワートイレのOEM製品を販売していたが、現在はINAXシャワートイレの販売代理店となっている。）
- カクダイ ネオウォッシュ（ジャニスサワレットのOEM）
- SANEI （旧：三栄水栓製作所）シャワンザ（パナソニックビューティ・トワレの姉妹品。スペックや機能は同じだが袖などのデザインが異なる。また、一部の製品は自社生産である。）
- タカラスタンダード（ジャニスサワレットのOEM）
- DURAVIT センソウォッシュ（ドイツ製）
- Uspa　韓国の住宅設備メーカーINUS社（旧SAMHONG TECH社）の温水洗浄便座ブランド。日本では東横インのユニットバスに採用されているほか、前述の通りアサヒ衛陶向けにOEM製造している。

### 販売終了
- 三洋電機 ki・re・i（テガ三洋工業が製造[22]。パナソニックの子会社化後は韓国NCM[23]のOEM[注 8]。三洋電機がパナソニックの完全子会社になったため販売終了）
- ノーリツ ハートレア（積水ウォッシーのOEM。2008年12月販売終了）
- 喜多村合金製作所（MYM） はればれ（喜多村合金が廃業のため販売終了）
- フジクリーン工業 モア（現在は絶版）
- 三菱電機 シャワーリリカ（現在は絶版）
- アイワ アクアレット（現在は絶版）
- アイクールジャパン オートビデシャワー（現在は絶版）
- APMジャパン・カインズ アリッサム（韓国NCMのOEM、現在は絶版）
- 日立グローバルライフソリューションズ （かつてはファミレットという名称で積水ウォッシーのOEM製品を販売していたが、2012年3月に製造終了。ブランド名を廃止し、OEMの委託先をパナソニックビューティ・トワレに切り替えて販売を継続したが、その後2023年末に生産終了。なお、ビューティ・トワレとはボタン周りの意匠が若干異なっていた）

## 類似の機能を持った商品

### 和風便器用
顧客の要望によりTOTOが1996年3月に和風便器用の機種「ウォシュレットW」を発売した(Wは和式のわ、を意味する)。しかし、「ウォシュレットW」は、INAX（現：LIXIL）などから発売されている和風便器をも含めて設置することができていたと思われるものの、段差のある両用型の和風便器では洗浄部（ノズルが入っている部分）が構造的にも対応できなかったことをはじめ、和風便器では温水が命中しないなどで使用しにくいことや洋風便器への移行が進んだことなどから普及せずに2003年3月に生産が終わった。

### 携帯用
旅行先など温水洗浄便座のない場所で使用できるよう携帯タイプとしたもの。本体に温水を入れて使う。以前はINAX、松下電池工業（現：パナソニック株式会社 エナジー社）なども発売していたが現在はTOTO、パナソニックのみ。

### その他
海外において用便後の洗浄方法を水のみで行う文化圏では、洋式便器を取り入れているトイレには洗浄用のノズルを用意しているケースを漫画家のマミヤ狂四郎が自身の旅行記漫画で紹介している。

## 普及率
内閣府の消費動向調査によると日本における温水洗浄便座の世帯普及率は1992年には約14%だったが2000年には約41%、2008年には約68%、2010年には71.3%に達した。温水洗浄便座における世界のシェアは大部分は日本の企業だがアメリカやヨーロッパなどではコンセントが便所に無い場合が多いこともあり、日本以外での普及率は高くない。

### 海外での普及
海外では1980年代よりTOTOが積極的な普及活動を行っており、海外でもある程度の普及が進んでいる。2021年現在、普及率はアメリカで1割程度、中国で5%程度と見積もられている。2023年現在、TOTOでは米中を重点市場とみて普及活動を進めている。
欧米ではビデの一種として扱われ、「Electronic bidet」「combined toilets」「bidet attachments」などと呼ばれるが、特にヨーロッパでは、わざわざビデを便器と一体化したりせず、便器の横に併設されていることが多い。逆に日本では温水洗浄便座の一機能としてビデが存在する場合が多く、ただでさえ狭いバスルームの中で便器の隣にビデが併設されていることはまずない。このように、国によってさまざまなトイレ事情があり、日本向けの温水洗浄便座をそのまま展開するのは難しくなっている。
ボーイング787開発時に日本航空とTOTOが温水洗浄便座の採用を持ちかけたが、当初ボーイングからは理解されなかったため、ボーイングの開発センターに温水洗浄便座を設置し試用してもらったという（後にオプションとして採用）。
韓国では、TOTOが現地の衛生陶器メーカーと合弁で進出し、1980年代の早期からウォシュレットの販売が開始している。普及率は40％程度だと見積もられており、日本に次ぐ普及率となっている。また前述の#各社の温水洗浄便座に記されているように国内でも複数のメーカーが製造しており、日本同様に温水洗浄便座が盛んである。
中国・台湾を中心とするアジア圏では2015年頃から、訪日して温水洗浄便座を初めて知った人が便利だと思って自国に帰って購入するケースが増え、普及が進んでいる。市場の拡大に伴い中国国内メーカーも登場した。2023年現在、日系メーカーとの競争が激化しており、差別化のためにTOTOは富裕層向けの製品を中心とした展開を進めている。
アメリカでは、TOTOが1989年に進出し、TOTOが米国国家規格協会（ANSI）に働きかけて自ら温水洗浄便座の規格を策定するなどして積極的な普及活動を展開した。数十年にわたるTOTOの普及活動のわりに販売が伸びない状態が続いているが、2020年のコロナ禍における紙不足をきっかけにある程度の販売が伸びた。2023年現在、TOTOが強く、今後の普及を期待してさらに普及活動を強化しているが、ライバルのLIXILの他、中国・韓国メーカーも進出するなどして競争が激化している。
ヨーロッパでは、TOTOの田村常務が3つ星ホテルに頼んで置いてもらうなど尽力した結果、2023年現在、高級ホテルの5割程度にTOTOの温水洗浄便座が普及しているとTOTOは考えている。しかし、それ以外ではほとんど普及していない。ロカなどの強力な現地メーカーが市場を独占しており外国メーカーの入る余地がない、現地ではトイレと風呂が同じ部屋にあるのが一般的で温水洗浄便座はデザインに合わない、など様々な理由が考えられている。TOTOは現地メーカーにOEM採用を頼み込むなどして温水洗浄便座の普及活動を行っているが、結果は出ていない。
ベトナムでは、TOTOの田村常務がベトナム現地法人社長時代にベトナムでウォシュレットの普及に努めたが、2014年当時、ベトナムはトイレにコンセントがない、トイレにシャワーがついており電化製品が使えない（ベトナムはお尻を紙で拭くのではなくシャワーで洗う）など、様々な問題があり、普及させることはできなかった。ただし、2019年現在、高所得層がステータスとして購入する例が増えており、普及率は数%だと見積もられている。